# Григоріїв Никифір Якович
Ники́фор Я́кович Григо́ріїв (псевдоніми Г. Наш, Григоріїв-Наш, Григорій Наш; 9 лютого 1883, Бурти Черкаський повіт, Київська губернія, нині село Звенигородського р-ну Черкаської області — 5 серпня 1953, Нью-Йорк, США) — український громадський та політичний діяч, публіцист і педагог, учений-суспільствознавець, журналіст. Батько художника Мирослава Григоріїва.

## Біографія
За даними метричної книги покровської церкви села Бурти Черкаського повіту Київської губернії (нині село Звенигородського району Черкаської області) народився 12 лютого 1883 року. До 3 років від епідемії дифтерії він втратив маму та десятьох своїх братів і сестер. Ще під час навчання у церковнопарафіяльній школі самостійно опанував польську й латинську мови, перечитав чимало історичної та художньої літератури. Його батько працював учителем у сільських школах Черкаського повіту (Нечаївці, Сердегівці), тож сім'я часто переїжджала з місця на місце. З 1895 по 1900 рік навчався у Городищенській сільськогосподарській школі, яка мала два підготовчі, що прирівнювалися до двох класів міської школи, та три спеціальні класи. Здобувши професію агронома, він відмовився від роботи за фахом, не бажаючи займатися визиском селян.
У 1902 році юнак переїздить до Києва, поселяється на квартирування у свого шкільного товариша Ф. Литвина, який працював в «Киевском обществе сельского хозяйства» під керівництвом відомого українського народника Тихона Івановича Осадчого. Саме ця людина відіграла величезну роль у формуванні політичних поглядів та свідомості Григоріїва. Завдяки Осадчому він отримує роботу спочатку в бібліотеці Київського товариства грамотності, а пізніше — у статистичному відділі управління Південно-Західними залізницями. Саме в цей період свого життя він багато читає, зокрема художні твори І. Франка, Т. Шевченка, О. Кобилянської, В. Стефаника, М. Коцюбинського, Б. Грінченка, праці О. Герцена, М. Бакуніна, М. Чернишевського, займається самоосвітою, пише свої перші літературні твори, спілкується з революційною молоддю різних політичних напрямів в будинку свого духовного наставника Осадчого.
З 1903 року симпатизує партії соціалістів-революціонерів, бере участь у нелегальній агітаційній роботі. Під впливом народницької ідеології, прищепленої Осадчим, складає іспит на вчителя повітової школи. У 1905 р. розпочинає свою педагогічну діяльність у місті Сквирі Київської губернії. Через несприйняття імперських педагогічно-виховних настанов та конфлікт з керівництвом, був переведений до Бердичівської початкової школи, де стає активним учасником повітового учительського союзу, на нелегальному з'їзді якого (він проводився у помешканні Н.Григорієва) було прийнято резолюцію з вимогами до уряду запровадити вивчення рідної мови. Невдовзі «неблагонадійного» вчителя перевели до Літина на Поділлі, де він також розгортає активну культурно-просвітницьку роботу — організовує філію «Товариства грамотності», бібліотеку, гурток з вивчення літератури тощо.
У 1907 р. його переводять у двокласну школу міста Кам'янця-Подільського, де він одразу активно включається у культурно-просвітницьку діяльність міста, ввійшовши до проводу місцевих «Просвіти» і Товариства українських поступовців, з 1910 р. очолює останнє. Він організовує українські книгозбірні, нелегальні курси з вивчення української історії, проводить літературно-музичні вечори для молоді з національної тематики. Створює підручники, посібники з історії України та всесвітньої історії, розробляє оригінальну методику національно-патріотичного виховання та викладання української мови, впроваджує у педагогічний процес українознавчі дисципліни. У цей час він складає досить багату статистичними і фактичними даними «Коротеньку історію Поділля». Вона, як і більшість написаних ним в цей період підручників та праць, була видана пізніше, за доби Української революції.
У 1909 році виходить перша велика праця Григоріїва — «Мораль», у якій автор намагається з'ясувати генезис і суть людської моралі. Написана в доступному українському стилі праця Н. Григоріїва стала введенням, початковим курсом в науку про походження та соціальне життя людини. Усі свої висновки, тези Никифор Якович підтверджував статистичними даними — результатами соціологічних досліджень. На той час, це була перша книга свого роду написана українською, зрозумілою мовою для молоді. Друкував статті у часописах «Рада», «Маяк», «Світло», «Подольские известия».
Під час першої світової війни у 1915 р. був мобілізований до російської армії, перебував на інтендантській службі. Тут він розпочав написання книги «Історія українського народу». Написаний для вищих початкових шкіл та перших класів гімназій, підручник вміщував 377 сторінок і складався з 167 коротких параграфів. Свою «Історію…» автор написав гарною народною мовою, цікаво, доступно, послідовно викладаючи плин історичних подій, він віддавав перевагу захоплюючому сюжету перед історичною достовірністю. За ним навчалися діти в школах у 1918–1919 роках.
На Всеукраїнському національному конгресі (квітень 1917) був обраний до УЦР, у липні 1917 увійшов до Малої Ради від фракції УПСР (був членом її ЦК). Від листопада 1917 — голова Ради Солдатських Депутатів Київського військового округу. У січні 1918 році — міністр освіти в уряді Голубовича. За часів Гетьманату П. Скоропадського, легально обіймаючи посаду завідувача культурно-освітніми справами Київського губернського земства, перебував в опозиції до існуючого режиму, займався нелегальною політичною роботою. Після розколу УПСР у травні 1918 очолив Організаційний комітет Центральної течії УПСР, належав до провід. діячів УНС.
Від листопада 1918 — організатор і керівник Інформаційного бюро Армії УНР. За часів Директорії — Міністр освіти (квітень, серпень 1919 — травень 1920). У 1919 році — член Трудового Конгресу.
У листопаді 1920 року Н. Я. Григоріїв після остаточного падіння УНР змушений був емігрувати з дружиною Ганною Петрівною та сином Мирославом на територію Польщі. Остаточно переконавшись у безперспективності польсько-українських відносин у 1921 році сім'я переїхала до Чехословаччини, де Никифор Якович став співзасновником (разом з Микитою Шаповалом) і заступником голови Українського громадського комітету у Празі (1921–25), та співорганізатором низки українських наукових установ, зокрема Української господарської академії у Подєбрадах, Українського вищого педагогічного інституту імені М. Драгоманова, Українського інституту громадознавства (соціологічного інституту) в Празі, де працював зав. відділу народознавства і заступником директора (1923–32), директором (з 1932 по 1938), очолював кабінет вивчення села Інституту та обидві автономні структури Інституту — Український музей-архів у Празі та Український робітничий університет, що став першим українським вишем з дистанційною формою навчання.
Також він був співредактором і видавцем суспільно-політичних часописів «Нова Україна», «Трудова Україна», «Вільна Спілка», «Українська кореспонденція», вісників низки інституцій, які очолював. Входив до Гол. політ. ком-ту УПСР за кордоном (від 1932 — його голова). У 1938 виїхав до США, очолював укр. відділ радіо «Голос Америки» (1949–53). Як під час Визв. змагань 1917–21, так і в еміграції Г. дотримувався соціаліст. поглядів, визнаючи фундаментал. сусп. цінність демократії. Нац. емансипація України також була імперативом його політ.-ідеол. доктрини і, у його розумінні, тотожна суті націоналізму. Г. і політ. середовище, до якого він належав, сформулювали ідею нерозрив. єдності соціалізму та націоналізму, неможливості їх відособленого існування, якщо брати націоналізм як прогресив. ліберал. рух, поза шовінізмом. Г. належить помітна роль у розвитку та інституалізації укр. суспільствознавства, зокрема історії України, соціології, етики, теорії та історії міжнар. відносин, педагогіки.
Долучився до організаційного та ідеологічного розвитку Закордонної організації УПСР. Після смерті М. Шаповала в 1932 р. очолив партійну організацію. У 1920-х роках разом з В. Винниченком та М. Шаповалом розробляв концепцію єдиного українського національного фронту за кордоном, надавши їй завершеного вигляду в есерівському варіанті. Входив до організаційного комітету і керівництва Соціалістичної ліги країн Східної Європи. У 1930-х роках як політолог та політик розробив концепцію українського національно-визвольного руху в умовах світової війни, в основі якої було відкинення орієнтацій на зовнішні сили, об'єднання всіх національних демократичних сил на платформі соборності, незалежності та демократичного розвитку України, а також активна інформаційно-міжнародна діяльність для здобуття підтримки ідеї української незалежності провідними демократичними державами світу.
На це була спрямована його власна активна інформаційно-політична діяльність в США та Канаді, куди він переїхав в листопаді 1938 р. Протягом 1938—1946 років він об'їхав усі міста з українськими осередками в США та Канаді, намагаючись донести основні положення своєї концепції, агітуючи підтримувати українців на «Великій Україні» у протистоянні з нацистськими силами і водночас популяризувати ідею незалежності України, її історію та культуру в американському і канадському суспільствах. Цьому були присвячені низка англомовних праць та статей і виступів Никифора Григорієва, що знайшли відгук у американських та канадських медіа і суспільстві, привернули до нього увагу вищої влади США.
Намагався організувати ліво-центристський табір в Північній Америці, співпрацював з різними американськими та українськими національно-демократичними та демократично-соціалістичними силами. Також вживав заходів до створення в США українського культурного-освітнього осередку на кшталт створеного в Чехо-Словаччині у 1920-х роках, планувалося заснувати Український науковий інститут, низку культурних товариств при ньому, що об'єднали б українську діаспору Нового світу та новоприбулих з Європи ді-пі навколо спільної українознавчої роботи. Практичним кроком до реалізації цього проекту стало створення та діяльність видавничого товариства Никифором Григорієвим та його сином, журналістом і художником Мирославом Григорієвим, який до 1948 року перебував у таборах ді-пі в Німеччині.
У 1948 році долучився до організації Української служби «Голосу Америки», був її першим директором у 1949—1953 рр. Помер 5 серпня 1953 року в Нью-Йорку.

## Головні праці
- Мораль. — С.-Петербург, 1912;
- (1917) Якої республіки треба бідним людям?. — Київ
- (1918) Історія України в народних думах та піснях [Архівовано 7 серпня 2016 у Wayback Machine.]. — Київ, 1918 (перевидана 1993)
- (1921) З часів революції й боротьби за самостійну Україну. — Ченстохів
- (1921) Фатальна помилка революції. — Прага
- (1923) Підстави української національно-державної політики. — Прага-Берлін
- Наша позиція самостійна. Прага, 1927;
- (1934) Українська боротьба за державу в роках 1917—1920. Чому українці не вдержали своєї влади [Архівовано 16 серпня 2016 у Wayback Machine.]. — Скрентон
- (1936) Державознавство — Прага
- (1937) Причини міжнародного напруження [Архівовано 16 серпня 2016 у Wayback Machine.]. — Прага
- (1937) Спогади «руїнника» про те, як ми руйнували тюрму народів, а як будували свою хату. — Львів
- (1938) Весна української революції
- (1938) Соціалізм і національна справа — Скрентон
- (1940) Основи націознання — Вінніпег
- (1941) Українська національна вдача [Архівовано 16 серпня 2016 у Wayback Machine.]. — Вінніпег
- (1945) The War And Ukrainian Democracy — Торонто